# Municipio de Shocco
El municipio de Shocco (en inglés: Shocco Township) es un municipio ubicado en el  condado de Warren en el estado estadounidense de Carolina del Norte. En el año 2010 tenía una población de 1.358 habitantes.

## Geografía
El municipio de Shocco se encuentra ubicado en las coordenadas 36°18′11.53″N 78°9′31.97″O / 36.3032028, -78.1588806.